# 大洋岩山
大洋岩山（英語：Mount Oceanite），是南極洲的山峰，位於南桑威奇群島的蒙塔古島東南端，海拔高度915米，在1971年由英國南極名稱諮詢委員會命名，由英國海外領土管轄。